# Tyasks
Tyasks (Tyashk), Po Specku (1928) jedna od 9 glavnih skupina algonkinske konfederacije Wampanoag. Živjeli su oko Rochestera i Acushneta u Massachusettsu.